# Oxystethus
Oxystethus is een geslacht van kevers uit de familie  
kniptorren (Elateridae).
Het geslacht is voor het eerst wetenschappelijk beschreven in 1883 door Fairmaire.

## Soorten
Het geslacht omvat de volgende soort:
- Oxystethus scapulatus Fairmaire, 1883